# Ateralphus subsellatus
Ateralphus subsellatus är en skalbaggsart som först beskrevs av White 1855.  Ateralphus subsellatus ingår i släktet Ateralphus och familjen långhorningar.
Artens utbredningsområde är Paraguay. Inga underarter finns listade.